# Lijst van onroerend erfgoed in Opwijk
Een overzicht van het onroerend erfgoed in de gemeente Opwijk. Het onroerend erfgoed maakt deel uit van het cultureel erfgoed in België.

## Bouwkundig erfgoed
| Object                                                                  | Erfgoedstatus? | Bouwjaar of architect           | Deelgemeente | Adres                 | Coördinaten                   | Nummer? | Afbeelding                                                              |
| ----------------------------------------------------------------------- | -------------- | ------------------------------- | ------------ | --------------------- | ----------------------------- | ------- | ----------------------------------------------------------------------- |
| Parochiekerk Sint-Paulus                                                | Monument       |                                 | Opwijk       | Singel 1              | 50° 58' 10" NB, 4° 11' 20" OL | 40401   | Parochiekerk Sint-Paulus                                                |
| Sint-Rochuskapel met gekandelaarde linden                               | Monument       |                                 | Opwijk       | Mazelstraat 50        | 50° 56' 59" NB, 4° 10' 4" OL  | 40402   | Sint-Rochuskapel met gekandelaarde linden                               |
| Oude Pastorie Sint-Paulusparochie                                       | Monument       |                                 | Opwijk       | Oude-pastoriedreef 32 | 50° 58' 1" NB, 4° 11' 23" OL  | 40405   | Oude Pastorie Sint-Paulusparochie                                       |
| Hoeve Hof ten Eecken                                                    |                |                                 | Opwijk       | Klaarstraat 78        | 50° 58' 28" NB, 4° 10' 24" OL | 40408   | Hoeve Hof ten Eecken                                                    |
| Hoeve Tessenhof                                                         | Monument       |                                 | Opwijk       | Klaarstraat 125       | 50° 58' 13" NB, 4° 10' 3" OL  | 40409   | Hoeve Tessenhof                                                         |
| Kleine hoeve                                                            |                |                                 | Opwijk       | Mansteen 111-113      | 50° 57' 19" NB, 4° 12' 25" OL | 40412   | Kleine hoeve                                                            |
| Gemeentehuis van Opwijk                                                 |                |                                 | Opwijk       | Marktstraat 55        | 50° 58' 12" NB, 4° 11' 23" OL | 40413   | Gemeentehuis van Opwijk                                                 |
| Kapel Onze-Lieve-Vrouw ten Nood                                         |                |                                 | Opwijk       | Grootveld 2           | 50° 57' 24" NB, 4° 12' 10" OL | 40422   | Kapel Onze-Lieve-Vrouw ten Nood                                         |
| Sint-Jozefkapel                                                         |                |                                 | Opwijk       | Waaienberg            | 50° 56' 54" NB, 4° 11' 53" OL | 40423   | Sint-Jozefkapel                                                         |
| Kleine hoeve                                                            |                |                                 | Opwijk       | Grootveld 45          | 50° 57' 16" NB, 4° 11' 60" OL | 40424   | Kleine hoeve                                                            |
| U-vormige hoeve                                                         |                |                                 | Opwijk       | Waaienberg 27         | 50° 56' 53" NB, 4° 11' 36" OL | 40427   | U-vormige hoeve                                                         |
| Hoeve in U-vorm                                                         |                |                                 | Mazenzele    | Vossestraat 129       | 50° 56' 37" NB, 4° 11' 3" OL  | 76332   | Hoeve in U-vorm                                                         |
| Parochiekerk Sint-Pieter                                                | Monument       |                                 | Mazenzele    | Dorp 44               | 50° 56' 34" NB, 4° 10' 20" OL | 76333   | Parochiekerk Sint-Pieter                                                |
| Pastorie Sint-Pieterparochie                                            |                |                                 | Mazenzele    | Dorp 42               | 50° 56' 34" NB, 4° 10' 17" OL | 76334   | Pastorie Sint-Pieterparochie                                            |
| Château d'Hulst met tuin                                                |                |                                 | Opwijk       | Hulst 97              |                               | 134077  | Château d'Hulst met tuin                                                |
| Molen van der Straeten                                                  | Monument       |                                 | Mazenzele    | Kouterbaan 17         |                               | 200127  | Molen van der Straeten                                                  |
| Pastorie van de Sint-Paulusparochie                                     | Monument       | 1847 Louis Spaak                | Opwijk       | Singel 7              |                               | 200145  | Pastorie van de Sint-Paulusparochie                                     |
| Orgel parochiekerk Onze-Lieve-Vrouw                                     | Monument       | 1843 Pieter-Hubertus Anneessens | Opwijk       | Nijverseelstraat 48   |                               | 200220  | Upload foto                                                             |
| Gemeentelijke jongensschool                                             | Monument       | 1936 Paul Semal                 | Opwijk       | Steenweg op Aalst 59  |                               | 205269  | Gemeentelijke jongensschool                                             |
| Notariaat en notariswoning Wijnants                                     |                |                                 | Opwijk       | Marktstraat 1, 5      |                               | 212289  | Notariaat en notariswoning Wijnants                                     |
| Klooster en rectorswoning der zusters van de Heilige Vincentius a Paulo |                |                                 | Opwijk       | Kloosterstraat 48-50  |                               | 214864  | Klooster en rectorswoning der zusters van de Heilige Vincentius a Paulo |
| Dorpscafé                                                               |                |                                 | Mazenzele    | Dorp 37               |                               | 215669  | Dorpscafé                                                               |
| Parochiezaal Sint-Paulus                                                |                |                                 | Opwijk       | Processiestraat 18    |                               | 215670  | Parochiezaal Sint-Paulus                                                |
| Reclamemuurschildering voor Minerva                                     |                |                                 | Opwijk       | Klei 234A             |                               | 217082  | Reclamemuurschildering voor Minerva                                     |